# Alfa (foguete)

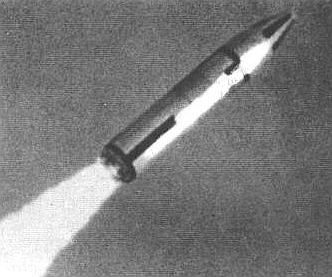
Alfa.

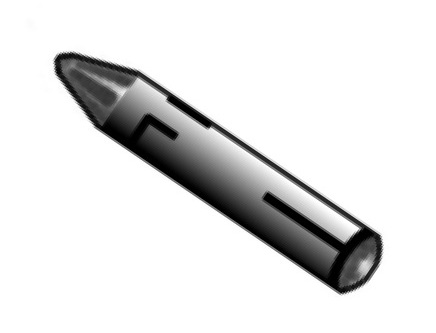
Um foguete Alfa.

Alfa foi a designação de um projeto de Míssil balístico lançado de submarino (SLBL) italiano, desenvolvido desde 1971. Para atender a esse objetivo, a Itália
iniciou naquela época, os estudos de um combustível sólido para foguetes mais eficiente.
O foguete Alfa, foi planejado para ter dois estágios, mas esse objetivo nunca chegou a ser atingido, no entanto foram feitos seis lançamentos de teste com um segundo 
estágio inerte entre 1973 e 1976 a partir do centro de lançamento de Salto di Quirra.
Com a assinatura do Tratado de Não Proliferação de Armas Nucleares pela Itália em 1975, o projeto foi cancelado.

## Características
- Massa total: 8.000 kg (6.000 kg de combustível)
- Carga Útil: 1.000 kg
- Altura: 6,50 m (3,85 do primeiro estágio)
- Diâmetro: 1,37 m
- Empuxo: 250 kN (por 57 segundos)
- Apogeu: 300 km
- Estreia: 1 de fevereiro de 1973
- Último: 6 de abril de 1976
- Lançamentos: 6

Devido as suas características quando o projeto foi encerrado, o foguete Alfa, poderia estar sendo usado como foguete de sondagem nos dias de hoje.